# André Maurício Vieira de Carvalho
Prof. Dr. André Maurício Vieira de Carvalho fue un botánico brasileño ( 5 de octubre de 1951, Pontal in Ilhéus - 16 de noviembre de 2002, Ilhéus, Bahia).
Era hijo de Antônio Alciato Berbert de Carvalho, plantador de cacao, y de Maria Angélica Vieira. Hace sus estudios en el colegio evangelista de Lavras y en la Escuela Superior de Agricultura de Lavras. Se diploma agrónomo en 1977.
En 1978-1979, trabaja en el jardín botánico de Río de Janeiro y se forma en taxonomía vegetal con Graziela Maciel Barroso (1912-2003), una botánica brasileña muy importante del siglo XX.
En 1979 trabaja en la "Comissão Executiva do Plano da Lavoura Cacaueira" (CEPLAC) en el herbario, dirigido por Scott A. Mori (1941-). Es curador hasta su partida a EE. UU..
Participa en las primeras expediciones conducidas por Raymond Mervyn Harley (1936-) en el centro de Bahia.
En 1984, parte cinco años para estudiar en la Universidad de Reading, Inglaterra, en vista de obtener su doctorado.
Trabaja en el Jardín Botánico Real de Kew, con Gwilym Peter Lewis (1952-) y con Simon Joseph Mayo (1949-). Defiende su doctorado en 1989 bajo la dirección de David Moresby Moore (1933-), con su tesis Systematic studies of the genus “Dalbergia” L.f. in Brazil.
A su retorno a Bahia, da una dimensión internacional a la actividad del herbario del CEPEC.
En 1990, colabora con William Wayt Thomas (1951-) del Jardín botánico de New York en un estudio de las selvas costeras del sur de Bahia.
Sus recolectas contribuyen con identificar y nombrar veinticuatro nuevas especies.
Fallece de tuberculosis.

## Algunas publicaciones

### Libros
- 1989. Systematic studies of the genus Dalbergia L.f. in Brazil. Ed. University of Reading. 374 pp.

## Honores
Numerosos taxónomos le dedicaron especies.
- La abreviatura «A.M.Carvalho» se emplea para indicar a André Maurício Vieira de Carvalho como autoridad en la descripción y clasificación científica de los vegetales.[1]

## Fuente
- William Wayt Thomas & André M. Amorim. 2003. André Maurício Vieira de Carvalho (1951-2002), Taxon, 52 : 147-148.
- «André Maurício Vieira de Carvalho». Índice Internacional de Nombres de las Plantas (IPNI). Real Jardín Botánico de Kew, Herbario de la Universidad de Harvard y Herbario nacional Australiano (eds.).